# Comuna Ocoliș, Alba
Ocoliș (în maghiară: Alsóaklos, Kisoklos) este o comună în județul Alba, Transilvania, România, formată din satele Lunca Largă, Ocoliș (reședința), Runc și Vidolm.
Pe Harta Iosefină a Transilvaniei din 1769-1773 (Sectio 108) satul Ocoliș apare sub numele de N. Oklos.

## Demografie
Componența etnică a comunei Ocoliș
     Români (92,69%)
     Alte etnii (1,04%)
     Necunoscută (6,26%)
Componența confesională a comunei Ocoliș
     Ortodocși (92,28%)
     Alte religii (1,25%)
     Necunoscută (6,47%)
Conform recensământului efectuat în 2021, populația comunei Ocoliș se ridică la 479 de locuitori, în scădere față de recensământul anterior din 2011, când fuseseră înregistrați 616 locuitori. Majoritatea locuitorilor sunt români (92,69%), iar pentru 6,26% nu se cunoaște apartenența etnică. Din punct de vedere confesional, majoritatea locuitorilor sunt ortodocși (92,28%), iar pentru 6,47% nu se cunoaște apartenența confesională.

## Politică și administrație
Comuna Ocoliș este administrată de un primar și un consiliu local compus din 9 consilieri. Primarul, Alin Alexandru Jucan[*], de la Partidul Național Liberal, este în funcție din 2004. Începând cu alegerile locale din 2024, consiliul local are următoarea componență pe partide politice:
|  | Partid                    | Consilieri | Componența Consiliului | Componența Consiliului | Componența Consiliului | Componența Consiliului | Componența Consiliului | Componența Consiliului | Componența Consiliului | Componența Consiliului |
|  | ------------------------- | ---------- | ---------------------- | ---------------------- | ---------------------- | ---------------------- | ---------------------- | ---------------------- | ---------------------- | ---------------------- |
|  | Partidul Național Liberal | 8          |                        |                        |                        |                        |                        |                        |                        |                        |
|  | Partidul PRO România      | 1          |                        |                        |                        |                        |                        |                        |                        |                        |

## Atracții turistice
- Biserica de lemn "Botezul Domnului" din satul Lunca Largă, construcție secolul al XVIII-lea, monument istoric
- Biserica de lemn "Sfinții Arhangheli Mihail și Gavriil" din satul Runc, construcție 1852, monument istoric
- Biserica de lemn "Adormirea Maicii Domnului" din satul Vidolm, construcție secolul al XVIII-lea, monument istoric
- Monumentul Eroilor din satul Ocoliș
- Rezervația naturală "Cheile Runcului" (20 ha)
- Rezervația naturală "Cheile Pociovaliștei" (25 ha)
- Rezervația de zadă de la Vidolm (92 ha)
- Rezervația naturală "Scărița-Belioara (48 ha)

## Transporturi
Haltă de cale ferată a Mocăniței (în prezent inactivă).

## Imagini

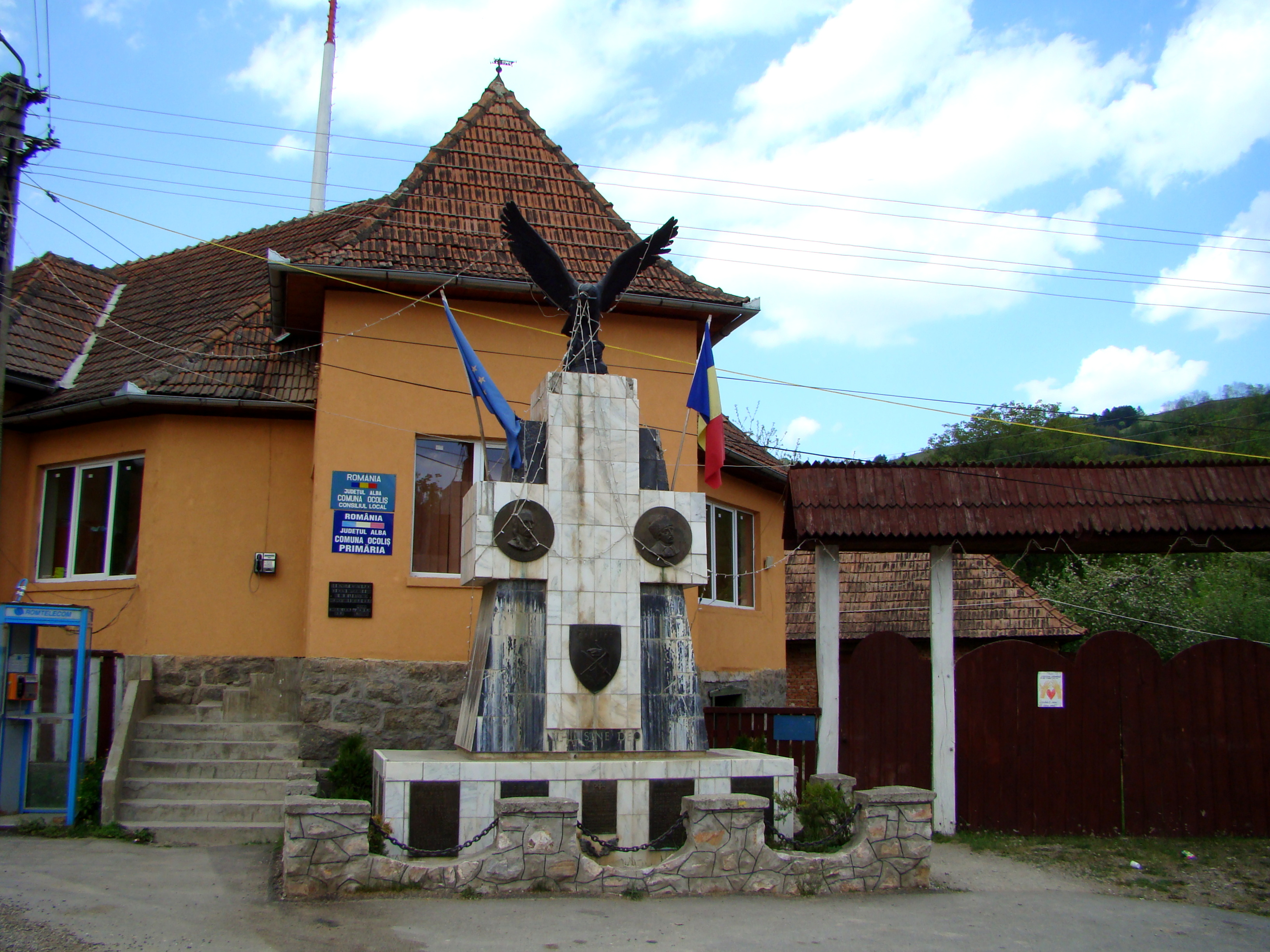
Primăria şi monumentul eroilor
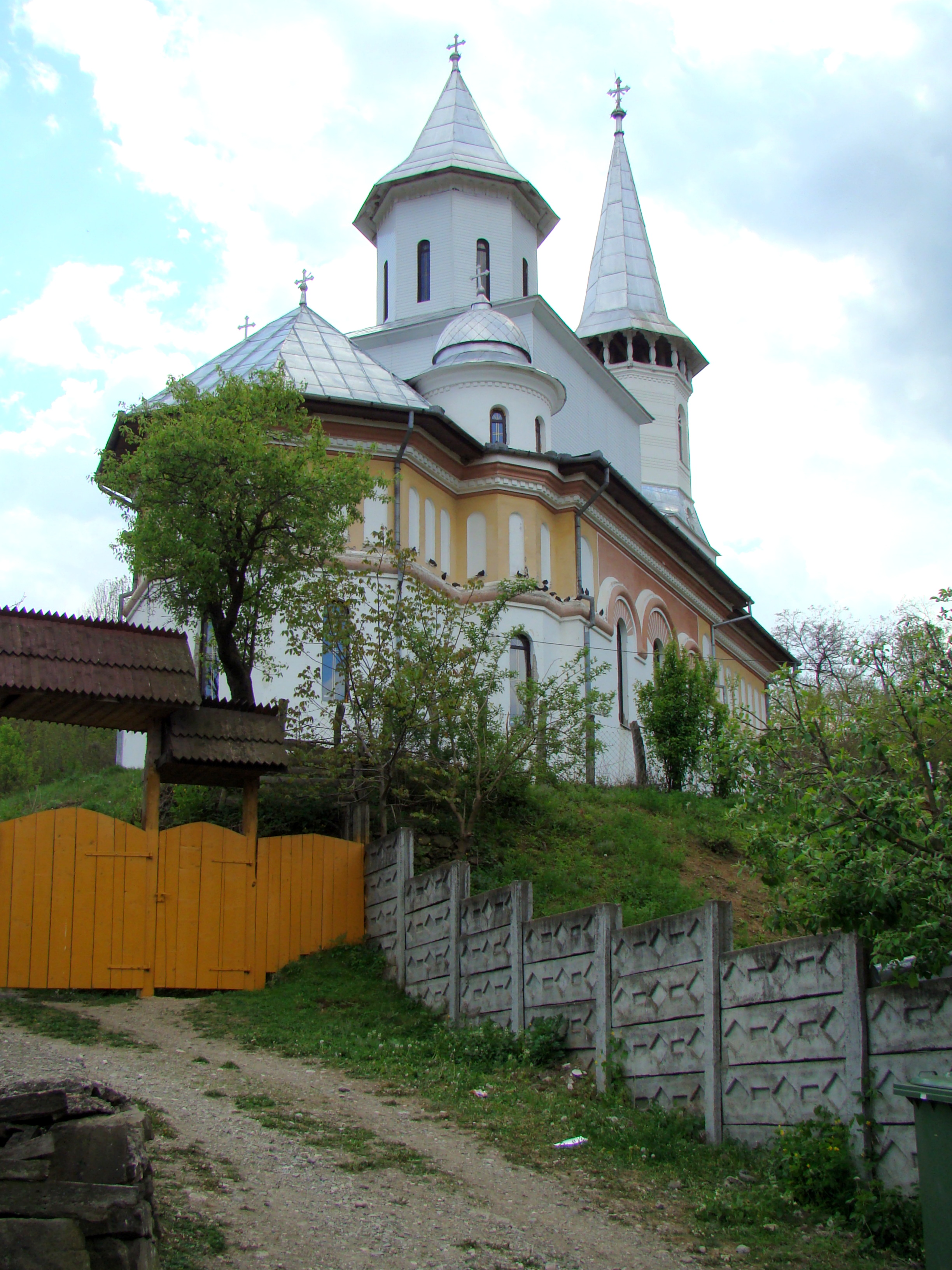
Biserica ortodoxă
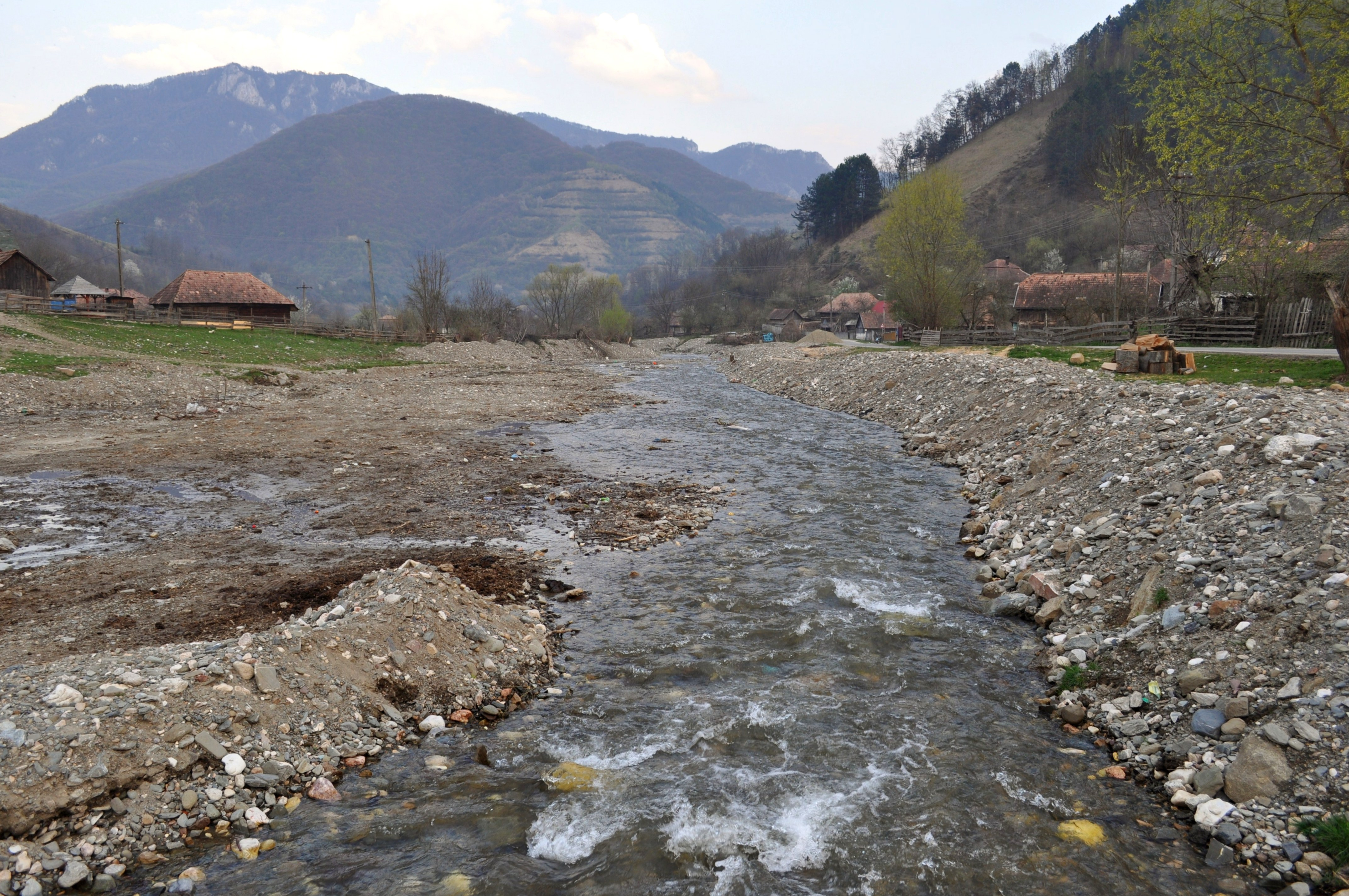
Râul Ocoliș
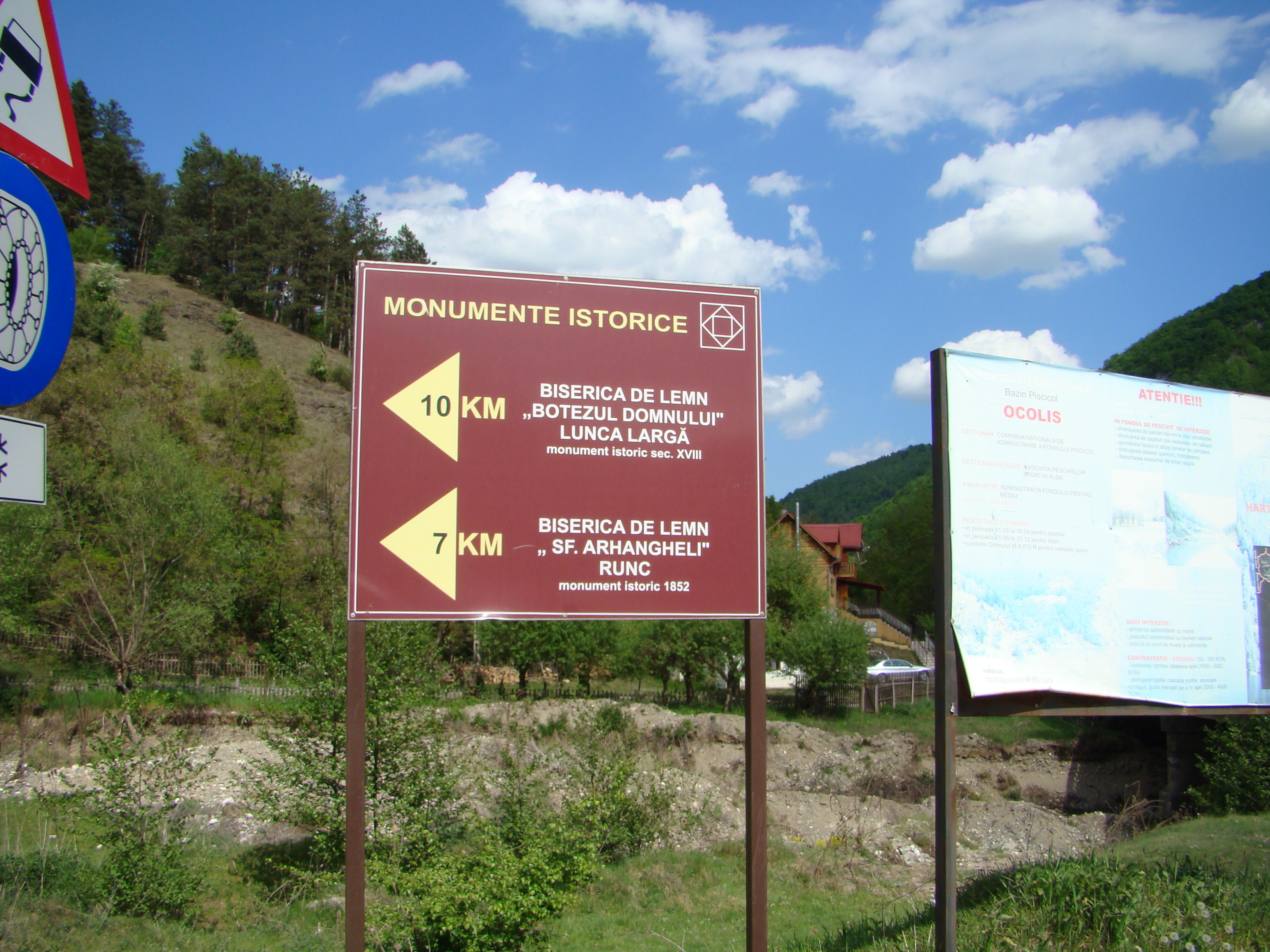
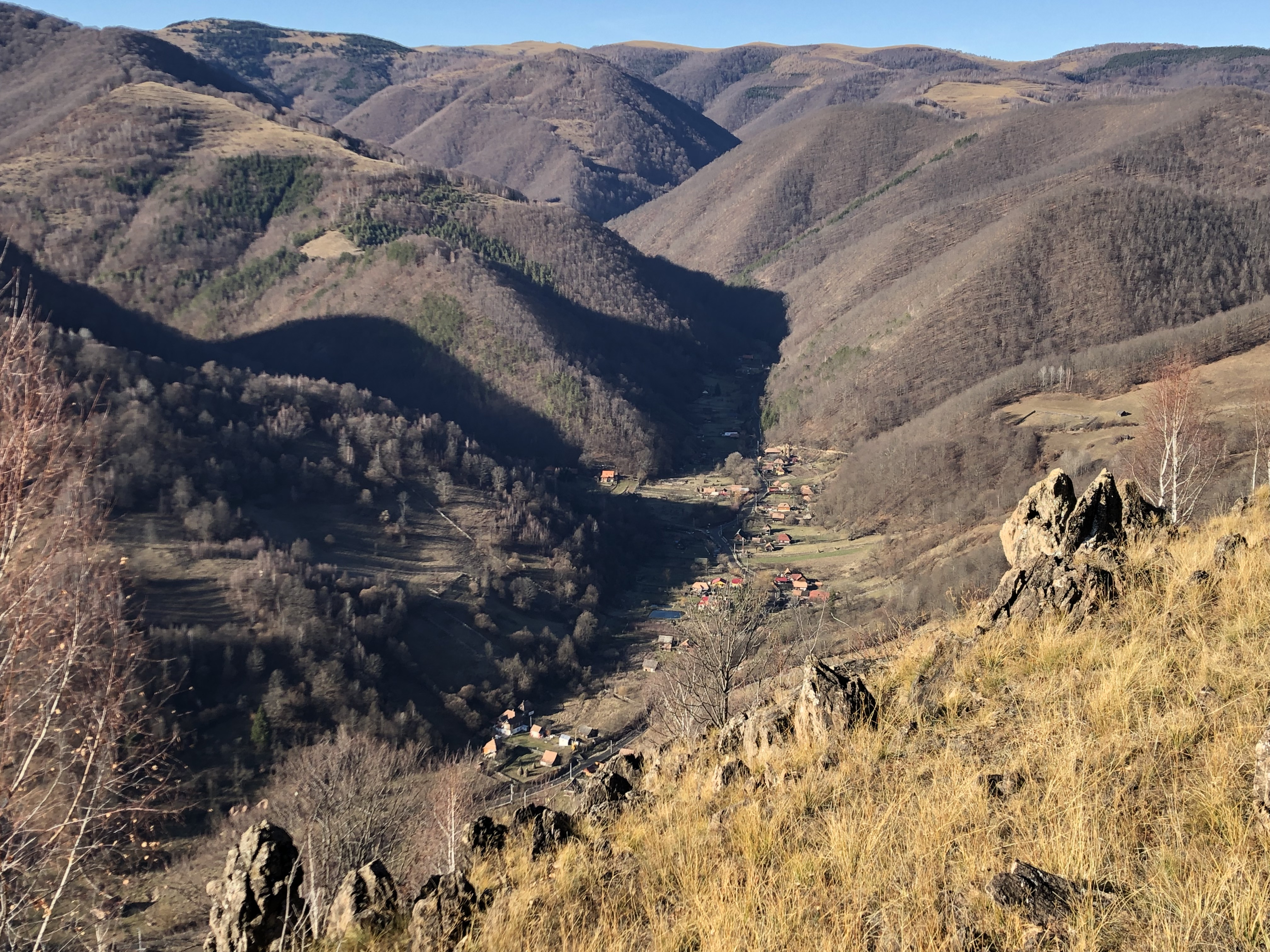
Lunca Largă
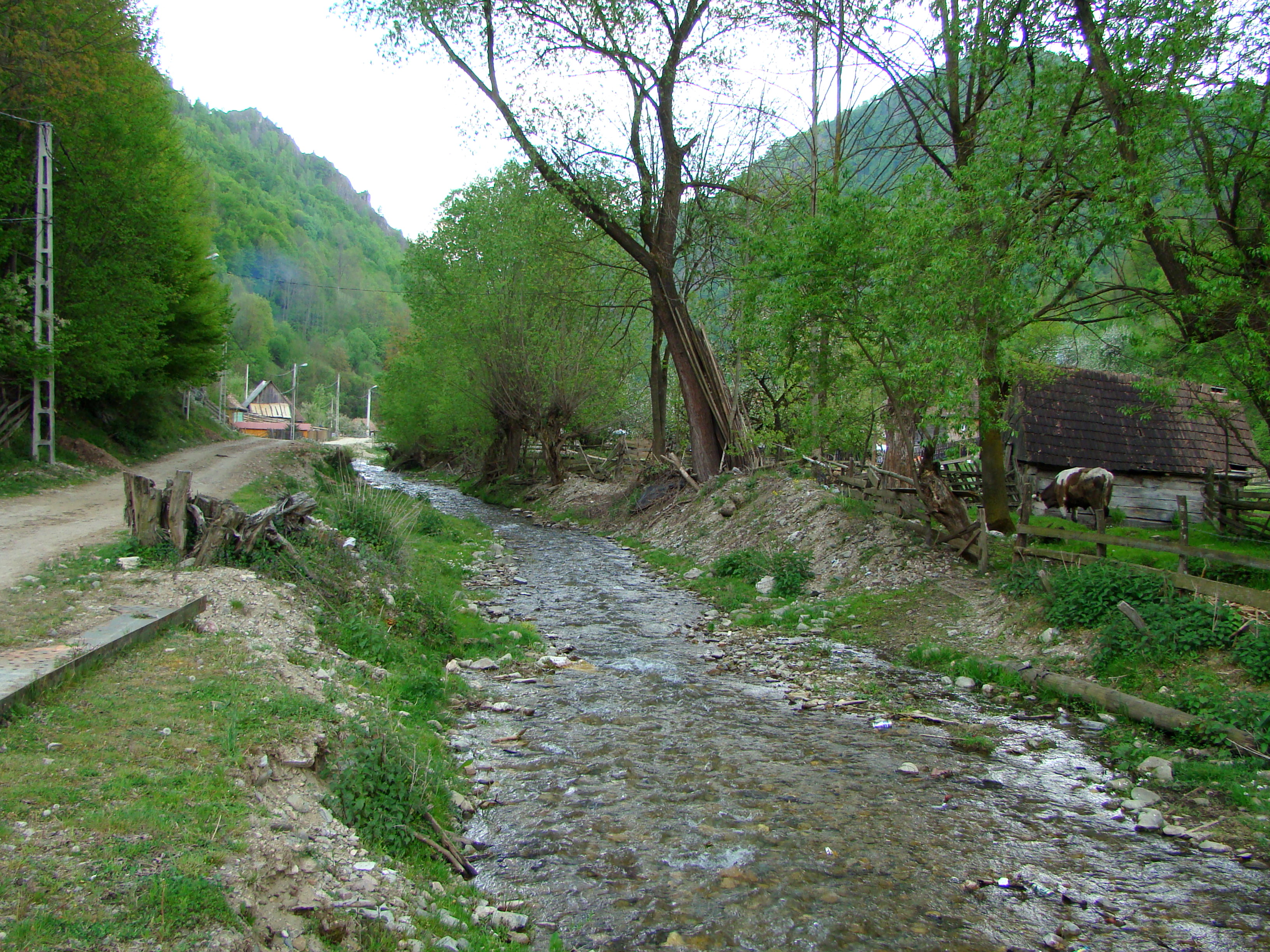
Lunca Largă
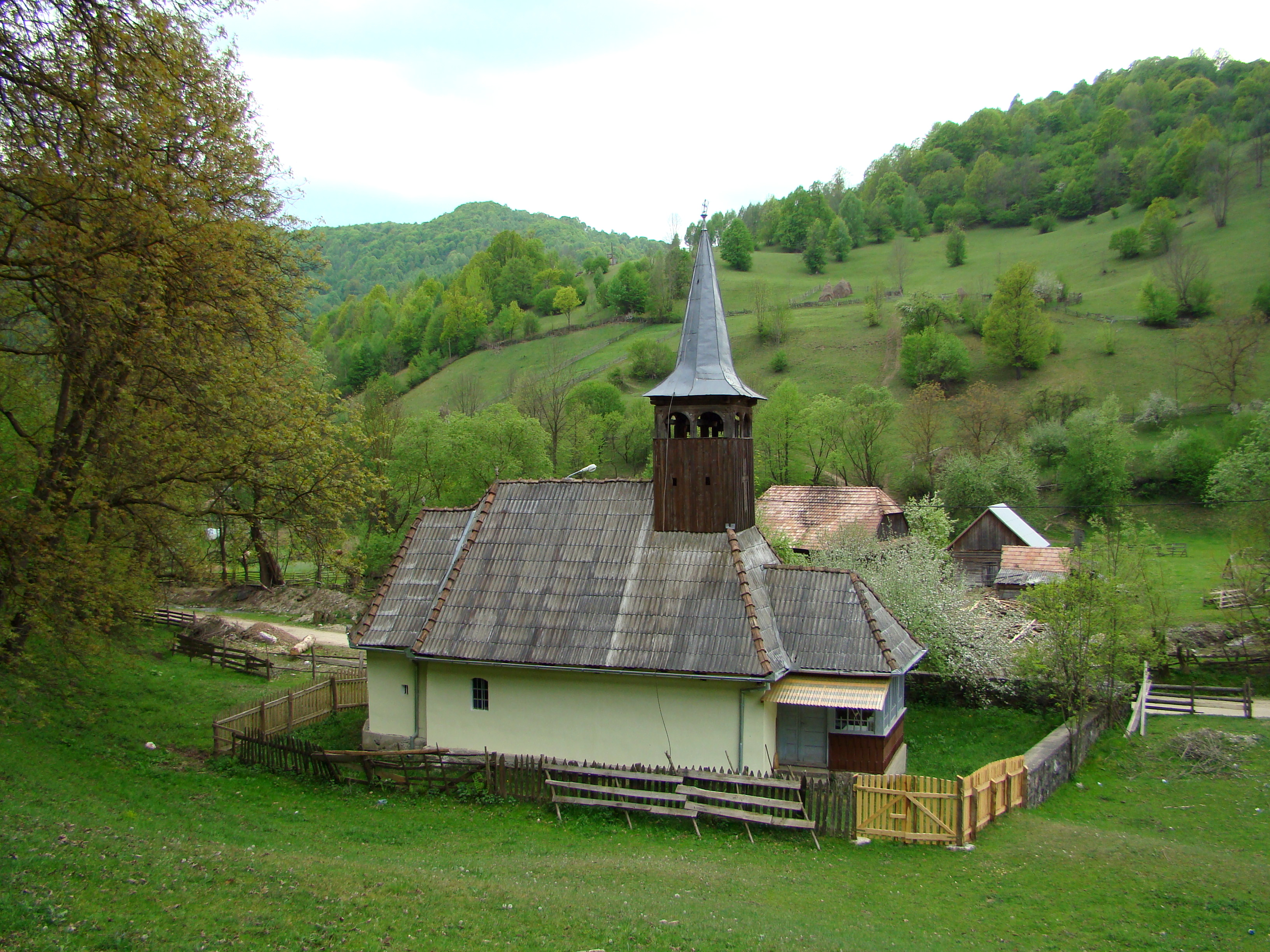
Biserica de lemn din Lunca Largă
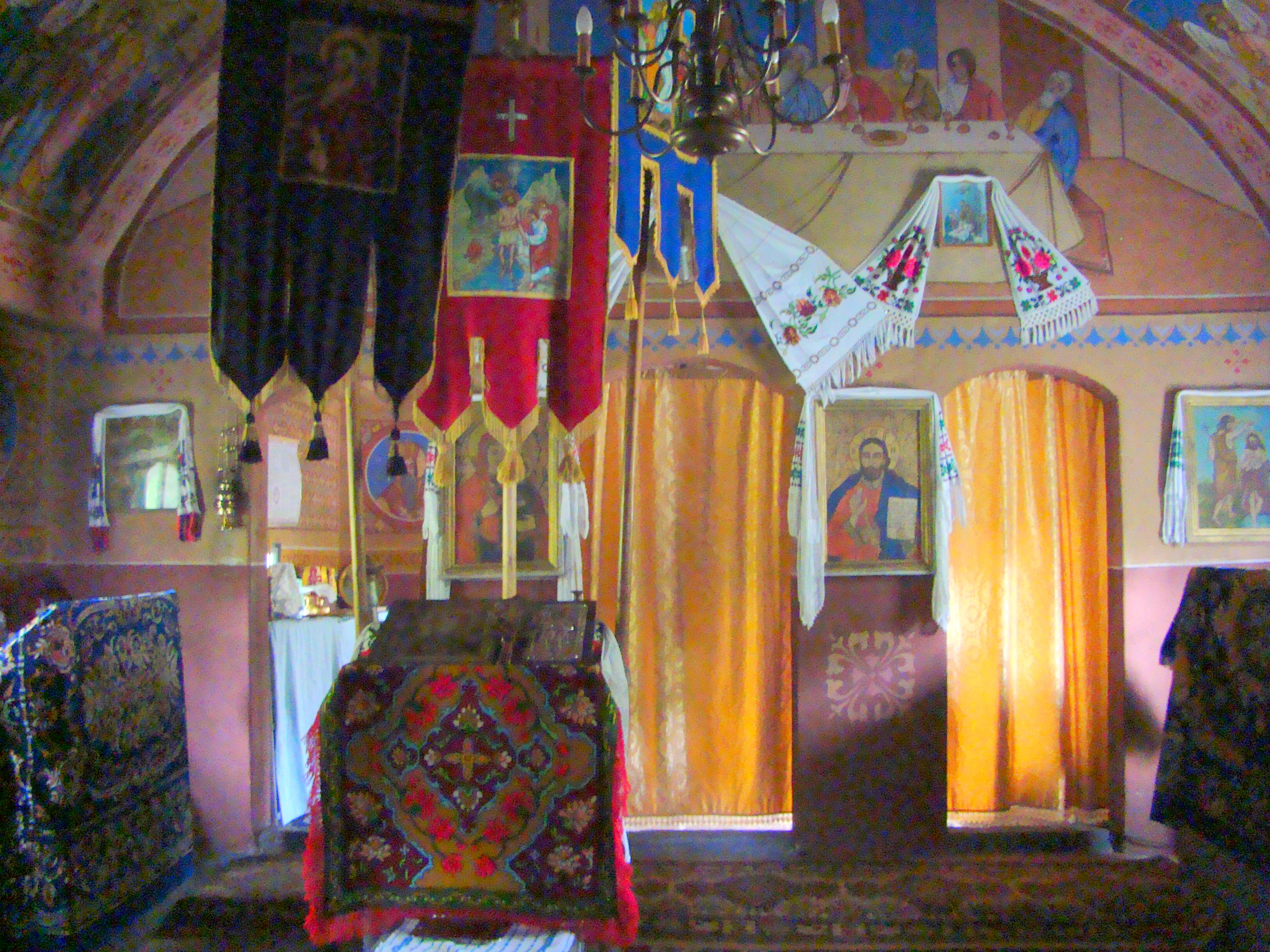
Biserica de lemn din Lunca Largă
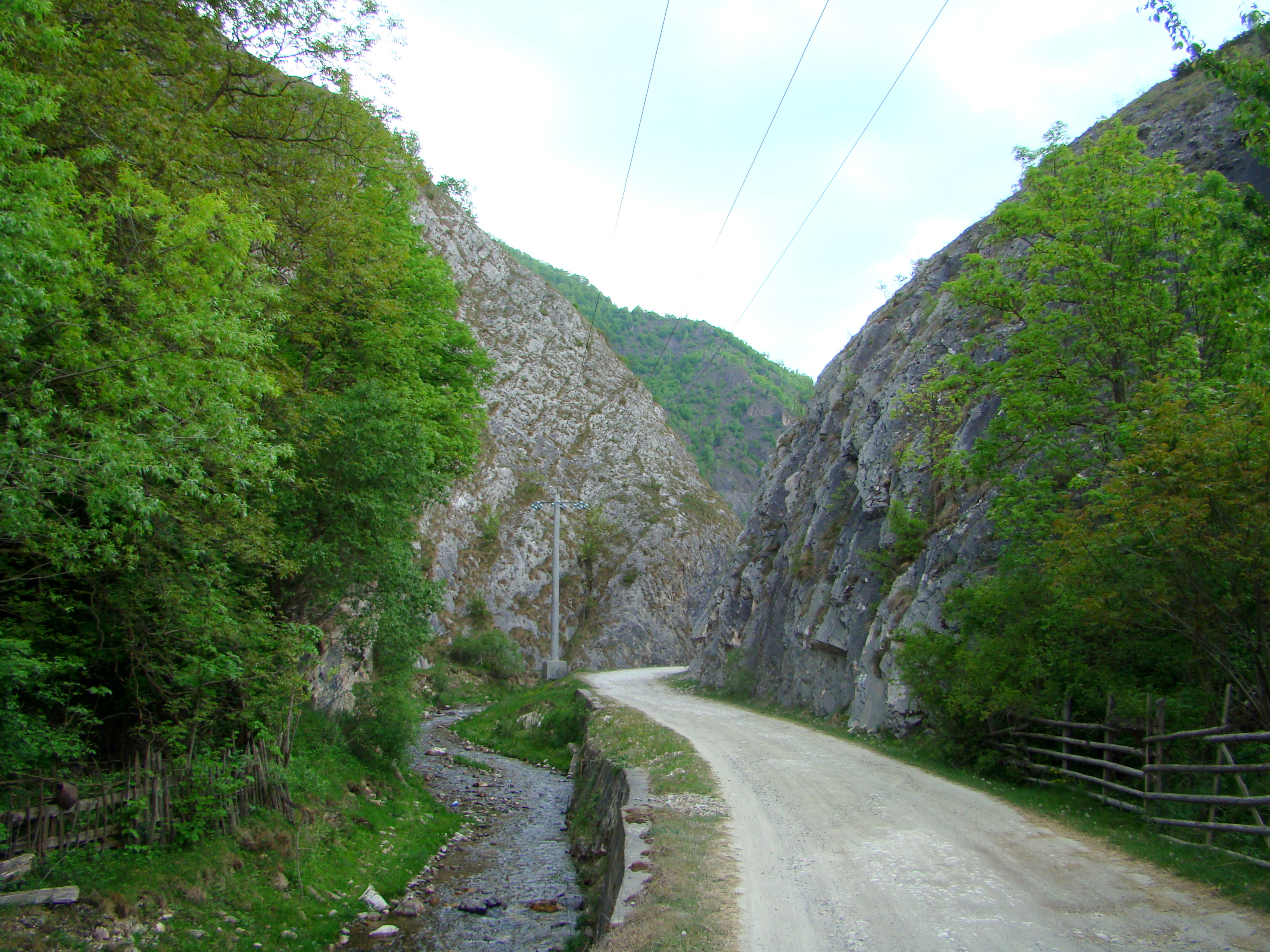
Cheile Runcului
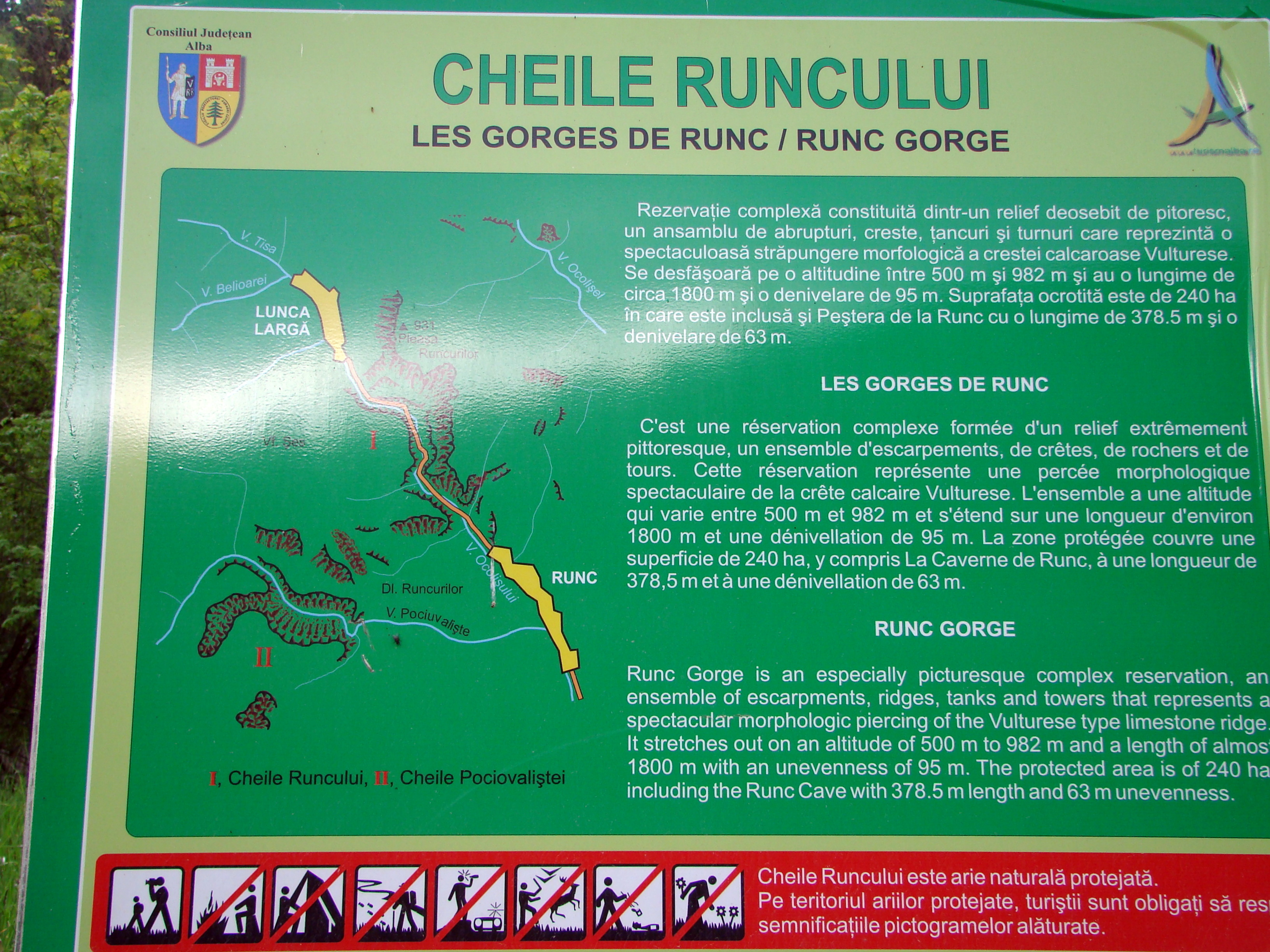
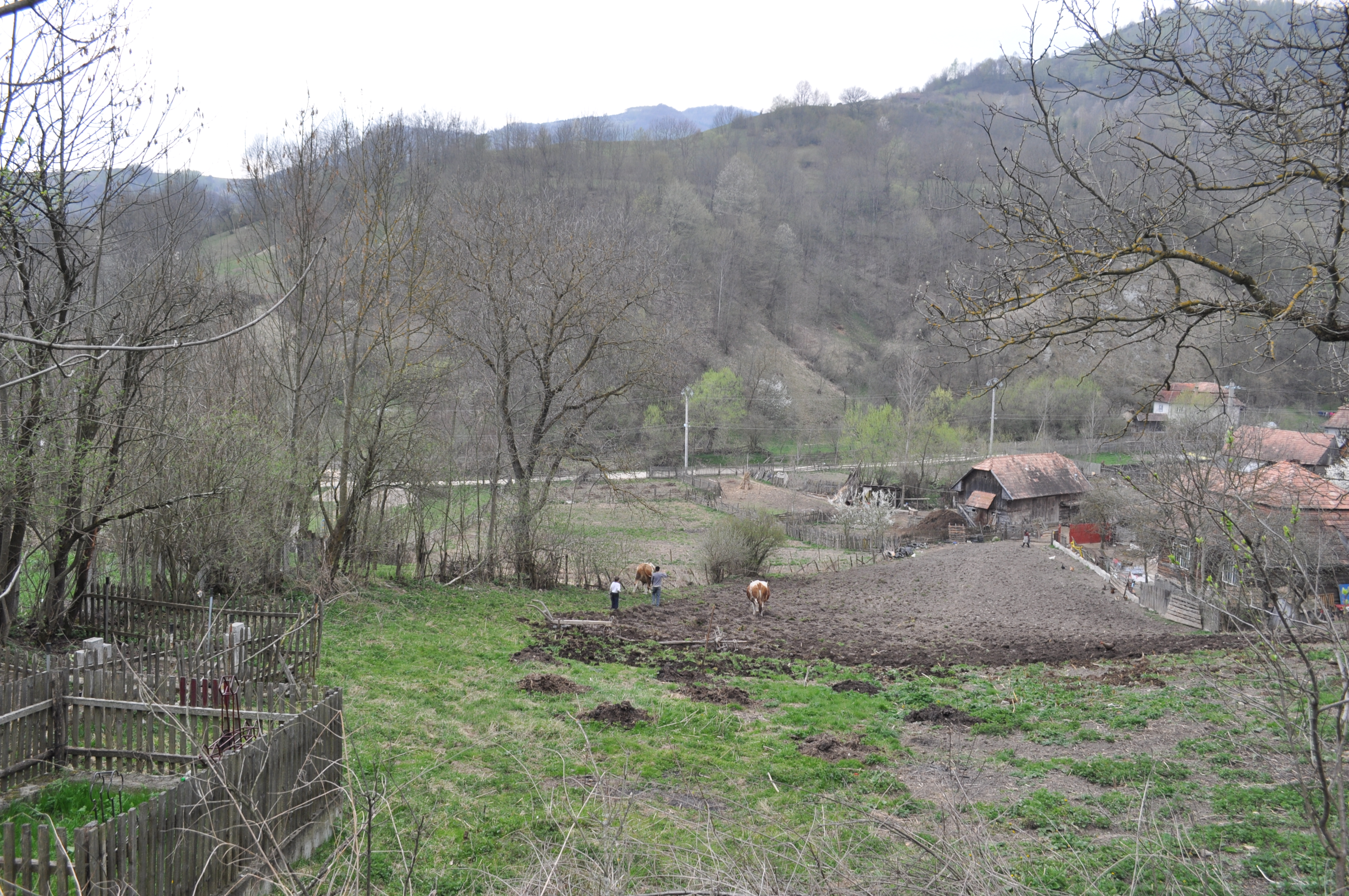
Runc
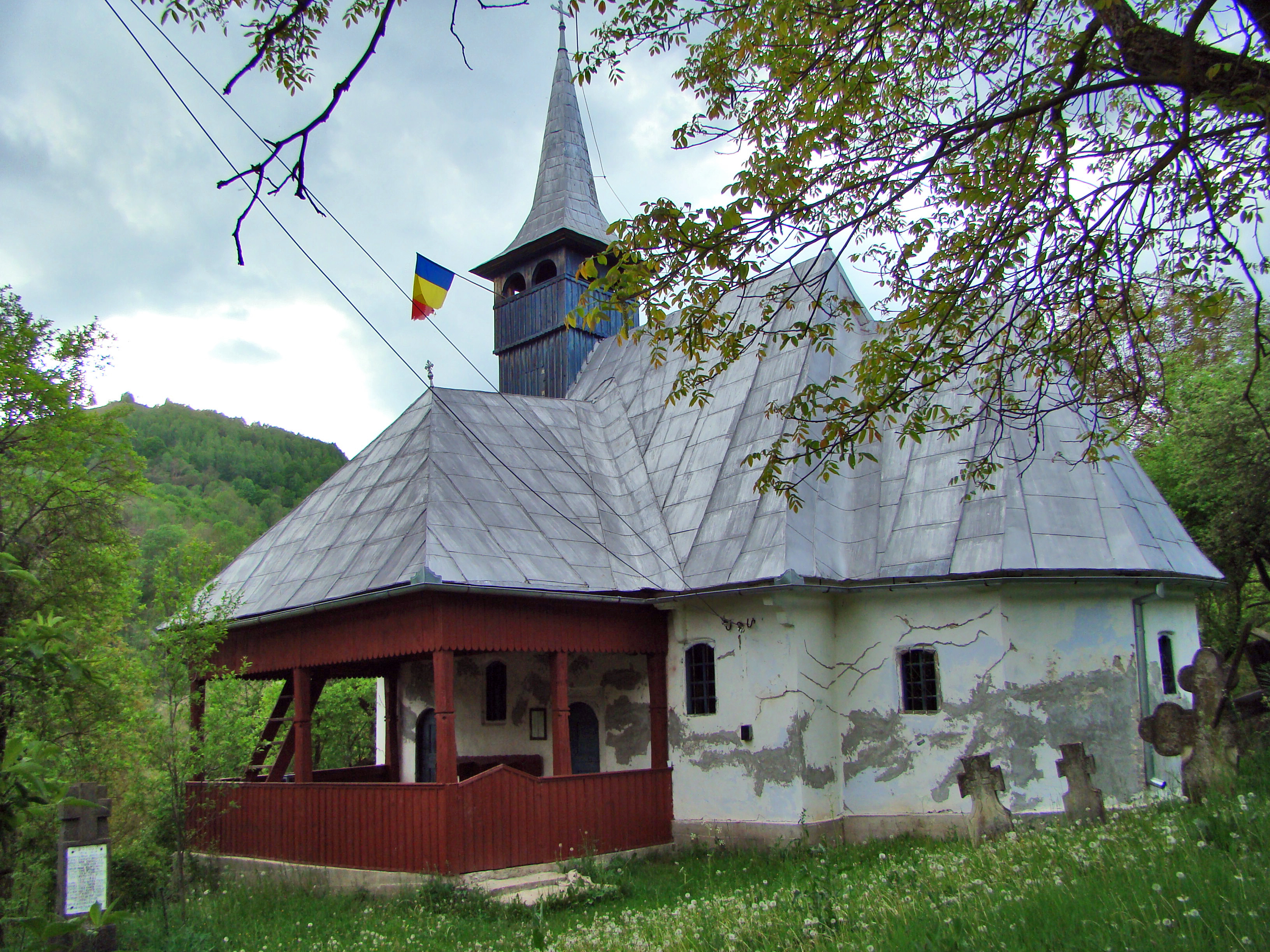
Biserica de lemn din Runc
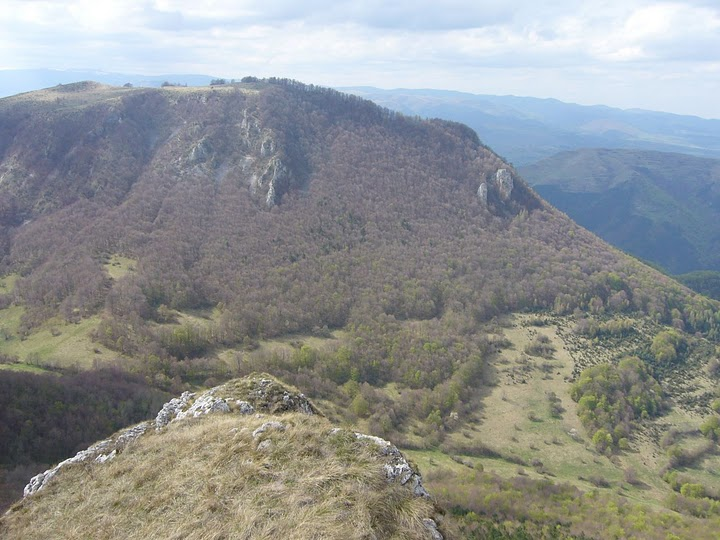
Vidolm
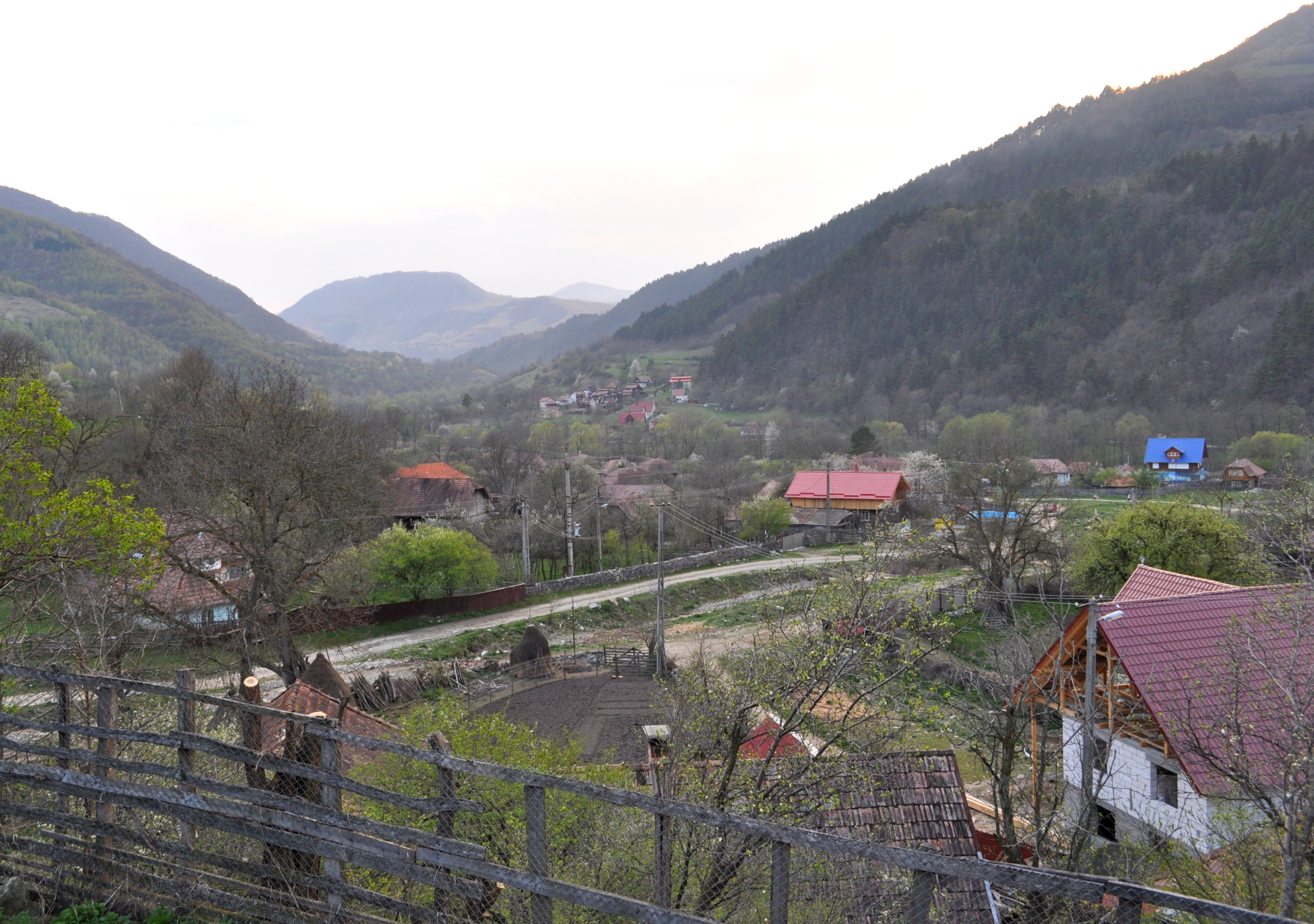
Vidolm
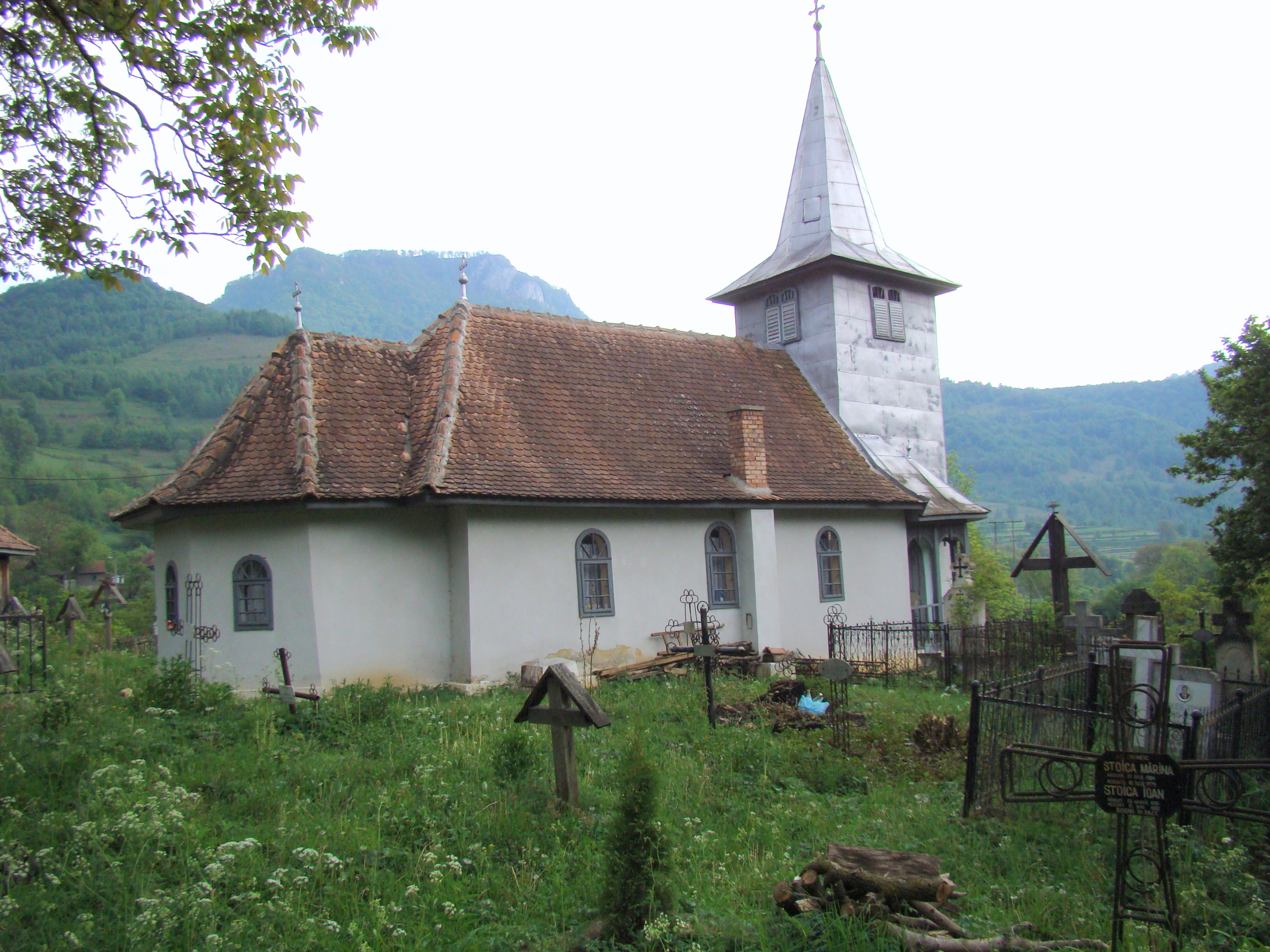
Biserica de lemn din Vidolm
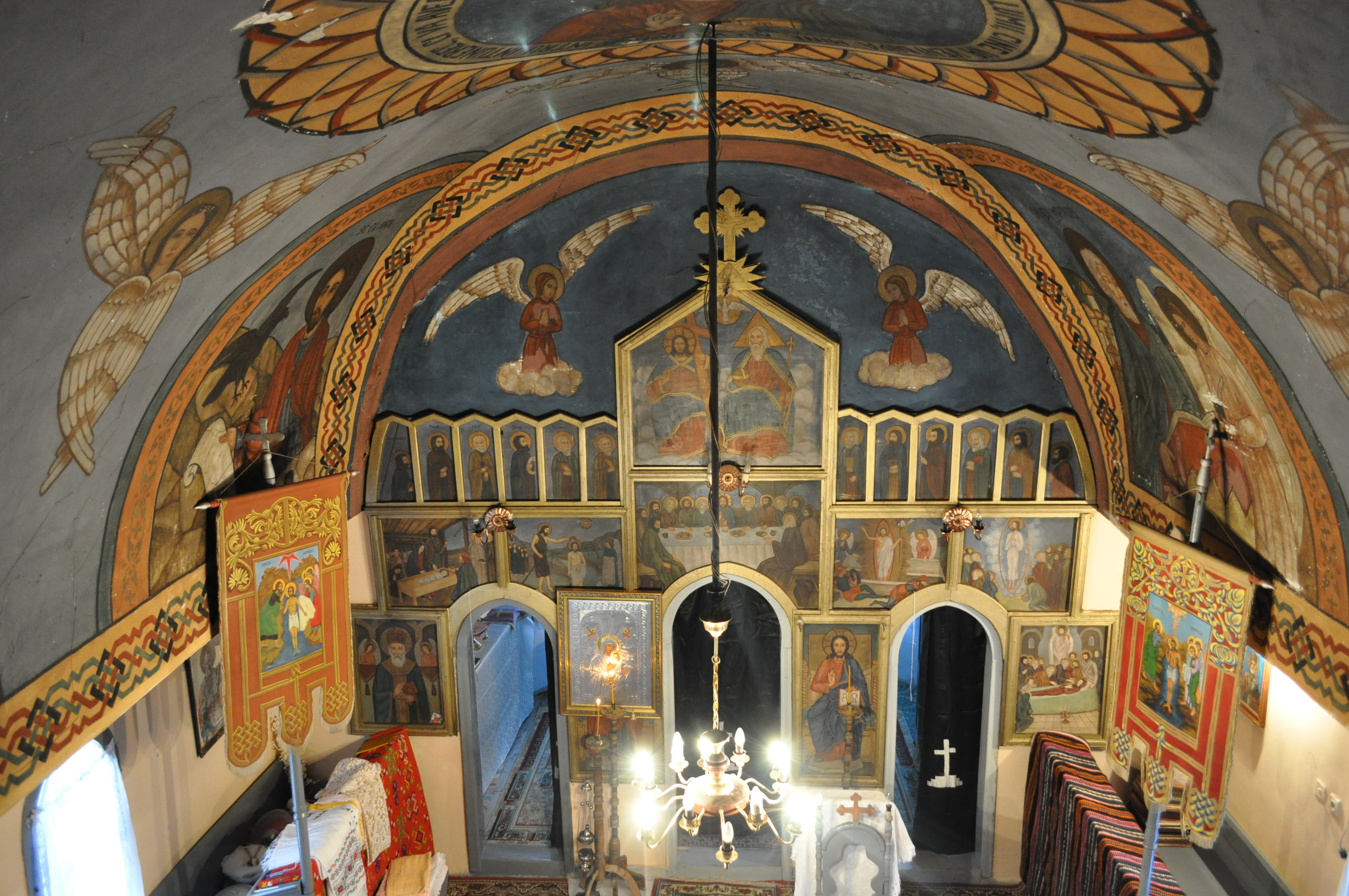
Biserica de lemn din Vidolm